# Voskhod (cidade)
Voskhod (em russo: Восхо́д) é uma localidade urbana fechada da Rússia situada no óblast de Moscou. Possui uma população de cerca de 1.900 habitantes (2010).